# Lista de membros do elenco de Pirates of the Caribbean
A franquia cinematográfica Pirates of the Caribbean, baseada no brinquedo homônimo dos parques temáticos da Walt Disney Parks and Resorts, teve início com o lançamento de Pirates of the Caribbean: The Curse of the Black Pearl em 2003. Este foi seguido por outros quatro filmes lançados entre 2006 e 2017. O enredo dos filmes se desenrola num universo histórico fictício inspirado no Caribe do século XVIII, então pertencente ao Império Britânico e explorado pela fictícia Companhia das Índias Orientais (baseada na Companhia Britânica das Índias Orientais) em meio a conflitos com o Império Espanhol.
A franquia é protagonizada por Johnny Depp e Geoffrey Rush (nos papéis dos respectivos piratas Jack Sparrow e Hector Barbossa) e Orlando Bloom e Keira Knightley (como Will Turner e Elizabeth Swann). Dentre os protagonistas, somente Depp e Rush reprisaram seus papéis em todos os filmes da franquia, enquanto Bloom e Knightley ausentaram-se do quarto filme, Pirates of the Caribbean: On Stranger Tides (2011), regressando somente como participações especiais no quinto filme, Pirates of the Caribbean: Dead Men Tell No Tales (2017). Outros personagens de destaque foram interpretados por Kevin McNally (também um dos únicos a atuar em todos os filmes), Stellan Skarsgård, Chow Yun-Fat, Jack Davenport, Lee Arenberg, Mackenzie Crook, Jonathan Pryce e Naomie Harris, entre outros. Os antagonistas da franquia foram interpretados por Bill Nighy (como o lendário Davy Jones), Tom Hollander (como o ganancioso Lord Cutler Beckett), Ian McShane (no papel de Barba Negra) e, mais recentemente Javier Bardem como Capitão Salazar.
Diversos renomados atores realizaram participações especiais ou integraram o elenco da franquia sequencialmente, dentre os quais destacaram-se Penélope Cruz (como Anjelica), Zoë Saldaña (como a pirata Anamaría) e Judi Dench. Os músicos Keith Richards e, mais recentemente, Paul McCartney também tiveram participações especiais como Capitão Teague e Tio Teague, respectivamente, ambos supostos membros da família de Jack Sparrow.

## Elenco dePirates of the Caribbean
- A lista abaixo é ordenada pelos nomes das personagens em ordem alfabética a contar pelo sobrenome independentemente da relevância desta no universo fictício. O eventual título ou cargo da personagem aparece em menor tamanho acima do nome. O alter ego da personagem aparece em menor tamanho abaixo do nome.

| Personagem                          | Filme                               | Filme                   | Filme                 | Filme                    | Filme                         |
| Personagem                          | The Curse of the Black Pearl (2003) | Dead Man's Chest (2006) | At World's End (2007) | On Stranger Tides (2011) | Dead Men Tell No Tales (2017) |
| ----------------------------------- | ----------------------------------- | ----------------------- | --------------------- | ------------------------ | ----------------------------- |
| Ammand                              |                                     |                         | Ghassan Massoud       |                          |                               |
| Anamaria                            | Zoe Saldana                         |                         |                       |                          |                               |
| Angelica                            |                                     |                         |                       | Penélope Cruz            |                               |
| Sri Sumbhajee Angria                |                                     |                         | Marshall Manesh       |                          |                               |
| Barba Negra                         |                                     |                         |                       | Ian McShane              |                               |
| Beatrice                            |                                     |                         |                       |                          | Hannah Walters                |
| Carina Smyth Barbossa               |                                     |                         |                       |                          | Kaya Scodelario               |
| Cão                                 | Twister                             | Chopper                 | Chopper               |                          |                               |
| Capitão Hector Barbossa             | Geoffrey Rush                       | Geoffrey Rush           | Geoffrey Rush         | Geoffrey Rush            | Geoffrey Rush                 |
| Lord Cutler Beckett                 |                                     | Tom Hollander           | Tom Hollander         |                          |                               |
| Bo'sun                              | Isaac C. Singleton Jr.              |                         |                       |                          |                               |
| Chevalle                            |                                     |                         | Marcel Iureș          |                          |                               |
| Madame Ching                        |                                     |                         | Takayo Fischer        |                          |                               |
| Clanker                             |                                     | Andy Beckwith           | Andy Beckwith         |                          |                               |
| Clubba                              | David Patykewich                    |                         |                       |                          |                               |
| Cotton                              | David Bailie                        | David Bailie            | David Bailie          |                          |                               |
| Tia Dalma                           |                                     | Naomie Harris           | Naomie Harris         |                          |                               |
| O Espanhol                          |                                     |                         |                       | Óscar Jaenada            |                               |
| Sao Feng                            |                                     |                         | Chow Yun-fat          |                          |                               |
| Fernando VI                         |                                     |                         |                       | Sebastian Armesto        |                               |
| Giselle                             | Vanessa Branch                      | Vanessa Branch          | Vanessa Branch        |                          |                               |
| Joshamee Gibbs                      | Kevin R. McNally                    | Kevin R. McNally        | Kevin R. McNally      | Kevin R. McNally         | Kevin R. McNally              |
| Gillette                            | Damian O'Hare                       |                         |                       | Damian O'Hare            |                               |
| Theodore Groves                     | Greg Ellis                          |                         | Greg Ellis            | Greg Ellis               |                               |
| Gunner                              |                                     |                         |                       | Deobia Oparei            |                               |
| Tai Huang                           |                                     |                         | Reggie Lee            |                          |                               |
| Jack, o Macaco                      | Tara                                | Chiquita Pablo          | Chiquita Pablo        | Chiquita                 | Pablo                         |
| Tio Jack                            |                                     |                         |                       |                          | Paul McCartney                |
| Jacoby                              | Vince Lozano                        |                         |                       |                          |                               |
| Jocard                              |                                     |                         | Hakeem Kae-Kazim      |                          |                               |
| Davy Jones                          |                                     | Bill Nighy              | Bill Nighy            |                          |                               |
| Jorge II                            |                                     |                         |                       | Richard Griffiths        |                               |
| Pig Kelly                           |                                     |                         |                       |                          | Ken Radley                    |
| Maccus                              |                                     | Dermot Keaney           | Dermot Keaney         |                          |                               |
| Marty                               | Martin Klebba                       | Martin Klebba           | Martin Klebba         | Martin Klebba            |                               |
| Ian Mercer                          |                                     | David Schofield         | David Schofield       |                          |                               |
| Monk                                | K. Todd Freeman                     |                         |                       |                          |                               |
| Morgan                              |                                     |                         |                       |                          | Jonathan Elsom                |
| Mullroy                             | Angus Barnett                       | Angus Barnett           | Angus Barnett         |                          |                               |
| Murtogg                             | Giles New                           | Giles New               | Giles New             |                          |                               |
| Comodoro James Norrington           | Jack Davenport                      | Jack Davenport          | Jack Davenport        | Jack Davenport           |                               |
| Padre                               |                                     |                         |                       |                          | Jonathan Elsom                |
| Pintel                              | Lee Arenberg                        | Lee Arenberg            | Lee Arenberg          |                          |                               |
| Ragetti                             | Mackenzie Crook                     | Mackenzie Crook         | Mackenzie Crook       |                          |                               |
| Ratlin                              |                                     | Marcelo Tubert          | Marcelo Tubert        |                          |                               |
| Capitão Armando Salazar             |                                     |                         |                       |                          | Javier Bardem                 |
| John Scarfield                      |                                     |                         |                       |                          | David Wenham                  |
| Scarlett                            | Lauren Maher                        | Lauren Maher            | Lauren Maher          |                          |                               |
| Shansa                              |                                     |                         |                       |                          | Golshifteh Farahani           |
| Capitão Jack Sparrow                | Johnny Depp                         | Johnny Depp             | Johnny Depp           | Johnny Depp              | Johnny Depp                   |
| Scrum                               |                                     |                         |                       | Stephen Graham           | Stephen Graham                |
| Senhora                             |                                     |                         |                       |                          | Judi Dench                    |
| Elizabeth Swann                     | Keira Knightley                     | Keira Knightley         | Keira Knightley       |                          | Keira Knightley               |
| Governador Weatherby Swann          | Jonathan Pryce                      | Jonathan Pryce          | Jonathan Pryce        |                          |                               |
| Philip Swift                        |                                     |                         |                       | Sam Claflin              |                               |
| Syrena                              |                                     |                         |                       | Àstrid Bergès-Frisbey    |                               |
| Capitão Edward Teague               |                                     |                         | Keith Richards        | Keith Richards           |                               |
| Henry Turner                        |                                     |                         | Dominic Scott Kay     |                          | Brenton Thwaites              |
| William Turner Sr. "Bootstrap Bill" |                                     | Stellan Skarsgård       | Stellan Skarsgård     |                          |                               |
| Will Turner                         | Orlando Bloom                       | Orlando Bloom           | Orlando Bloom         |                          | Orlando Bloom                 |
| Eduardo Villanueva                  |                                     |                         | Sergio Calderón       |                          |                               |